# Tous les garçons et les filles
Ne pas confondre avec la série de téléfilms d'Arte diffusée en 1994 intitulée Tous les garçons et les filles de leur âge.
Cet article concerne l'album de Françoise Hardy. Pour la chanson homonyme, voir Tous les garçons et les filles (chanson).
Albums de Françoise Hardy
Le Premier Bonheur du jour
(1963)
Tous les garçons et les filles est le premier album, édité en France et à l'étranger, de la chanteuse Françoise Hardy. L’édition originale est parue en France, fin novembre 1962. Sans titre à l'origine, cet album fut identifié sous le titre de son principal succès à partir de sa réédition en disque compact en novembre 2009. 

## Genèse de l'album

### Contexte socio-culturel
En ce début des années 1960, le nouveau franc est entré en vigueur, la croissance est là, le chômage est quasiment inexistant. La « civilisation des loisirs » se fait jour, l’automobile se démocratise, la « télé » entre dans les foyers. Les adolescents issus du baby boom ont de l’argent de poche et se laissent tenter par tout ce qui est « dans le vent ». Ils aiment se retrouver entre eux dans les surprise-parties, en boîte de nuit, au cinéma, ou encore au café autour des flippers, jeux de société et juke-boxes. Blue jeans, scooters, transistors, tourne disques et les 45 tours des « idoles » de la chanson font partie des achats les plus convoités. Musicalement, ce sont surtout des airs d'origine anglo-américaine qui ont leur faveur. Pour satisfaire cet engouement, des émissions leur sont spécialement destinées : Salut les copains, diffusée chaque jour sur Europe 1 depuis octobre 1959, et Âge tendre et tête de bois, programmée chaque mois sur l’unique chaîne de télévision depuis mai 1961. Confortées par leur audience, elles éditeront tour à tour leur magazine papier. Après les succès rencontrés par Johnny Hallyday et Les Chaussettes noires, le temps des « yéyés » est arrivé, l’industrie du disque prospère. Pour élargir l'offre, les producteurs s’emploient à dénicher de potentiels « tubes » anglo-américains qui, adaptés en français, seront interprétés par de jeunes talents généralement recrutés par petites annonces dans la presse.

### Premières auditions
Françoise Hardy se passionne pour la chanson depuis l’âge de 13 ans. Cette passion s’exacerbe vers la fin des années 1950 avec la découverte des musiques rock et country diffusées sur Radio Luxembourg anglais. Après avoir obtenu ses deux parties de « bac » à 16 ans, ses parents veulent la récompenser. Françoise hésite entre un transistor et une guitare. Finalement, elle jette son dévolu sur l’instrument de musique. « Dès que j’eus le précieux instrument entre les mains, je me mis à « gratouiller » trois accords sur lesquels je chantonnais des bouts de mélodies de mon cru, inspirés de mes slow-rocks anglais et américains préférés. »
À la rentrée universitaire de septembre 1960, Françoise Hardy (17 ans et demi) entame sa première année d’allemand en faculté des lettres de la Sorbonne. Après les cours, elle s’adonne à mettre en musique les états d’âme sentimentaux de l'adolescence. Même si cela lui paraît être « le bout du monde », elle ambitionne de concrétiser un fantasme : enregistrer un disque. Un jour, une annonce retient son attention dans le journal France-Soir : une maison de disques désire auditionner des chanteurs débutants. Sautant sur l'occasion, elle obtient rendez-vous chez Pathé-Marconi où on lui accorde un peu d’attention mais sans donner suite. Françoise se tourne alors vers le Petit Conservatoire de la chanson, connu pour ses cours dont certains font l’objet d’une émission télévisée mensuelle intitulée En attendant leur carrosse. La chanteuse Mireille en est le professeur et auditionne chaque semaine de nouveaux candidats. Devant le nombre, peu sont retenus. Françoise fait partie des sélectionnés. Cette expérience lui est précieuse pour s'accoutumer à chanter devant un public.
Après avoir réussi son examen de propédeutique lettres en juin 1961, Françoise contacte les Disques Vogue, un label qui a Johnny Hallyday en catalogue et souhaite trouver son pendant féminin[réf. nécessaire]. Selon Pierre Mikailoff,  c'est après avoir entendu Hallyday à la radio « qui lui semble mauvais », qu'elle contacte la maison de disques estimant qu'elle aurait toutes ses chances. Auditionnée en studio par le directeur artistique, celui-ci lui conseille de travailler la mesure car elle s’est révélée incapable de chanter accompagnée par des musiciens.
Au retour des vacances d’été, André Bernot, le directeur des auditions de Vogue, reprend contact avec elle pour lui donner des cours de solfège afin qu’elle puisse chanter en mesure en vue d'une seconde audition. Fin prête au bout de quelques mois, rendez-vous est pris pour être présentée devant le directeur artistique Jacques Wolfsohn, le 14 novembre. Cette audition étant probante, un contrat est conclu pour un an.

### Premier disque45 tours
Le 6 février 1962, « Mademoiselle Hardy » fait son apparition sur le petit écran lors de la diffusion d’un cours du Petit Conservatoire. Après quelques mois consacrés à composer des musiques, écrire des chansons et choisir les titres de son futur disque, le moment est venu d’entrer au studio d’enregistrement de Villetaneuse. Trois de ses compositions ont été retenues : J’suis d’accord, Il est parti un jour et Tous les garçons et les filles. Est ajouté Oh oh chéri, adaptation d’un titre américain qu’a refusé Petula Clark mais sur laquelle compte miser la production. Le tout — accompagné par l'orchestre maison de Roger Samyn (guitare et basse) — est enregistré en quelques heures, le 25 avril.
Reste à protéger les chansons. Il faut pour cela satisfaire aux procédures d’admission à la SACEM. Si pour l'examen d'auteur cela se passe sans encombre, il n’en va pas de même pour celui de compositeur. Françoise Hardy compose à la guitare mais ne sait pas noter la musique et ses connaissances en solfège sont insuffisantes. Pour franchir l’obstacle, Roger Samyn est désigné comme cosignataire des musiques (avec l'émergence d’une nouvelle génération d’artistes composant des mélodies sans connaître le solfège, le règlement d’admission à la SACEM sera changé en conséquence au cours de l’année suivante). Roger Samyn touche ainsi la moitié des droits d'auteurs de Françoise sur ses douze premières compositions. Cela reste cependant le morceau qui lui rapporte le plus de droits d'auteur.
Le 5 juin, deuxième programmation de Françoise Hardy dans l’émission consacrée au Petit Conservatoire de la chanson. Elle y présente son premier 45 tours, quelques jours avant sa mise en place chez les disquaires. Son rêve est désormais réalisé, elle n’attend rien de plus.
Comme prévu, Oh oh chéri est diffusé en priorité sur les ondes. Par la suite, les radios semblent privilégier la chanson J'suis d'accord. Puis, au fil des semaines, Tous les garçons et les filles devient celle la plus souvent programmée et demandée.
En juillet, comme chaque année, Françoise part en vacances (dans une famille autrichienne, près d’Innsbruck). À son retour, elle apprend avec étonnement que son disque connaît des ventes prometteuses.
Le 21 septembre, en direct du Petit Conservatoire de Mireille, Françoise chante, Tous les garçons et les filles en s’accompagnant à la guitare. Le lundi 8 octobre, elle est programmée dans une importante émission de variétés de la RTF : Toute la chanson. Elle y apparaît en interprétant à nouveau sa chanson à succès. Mais c’est au soir du dimanche 28 octobre, alors que la grande majorité des Français attend les résultats du référendum sur l'élection au suffrage universel du président de la République devant leur téléviseur, qu’elle est vraiment découverte par le grand public lors de l’un des intermèdes musicaux qui ponctuent la soirée. Dès le lendemain, les ventes du 45 tours se mettent à grimper.

### Premier disque33 tours
À la mi-novembre, le contrat avec Vogue arrive à son terme. Devant le succès obtenu, il est renouvelé pour 5 ans. Un accord avec les Éditions musicales Alpha, créées par son directeur artistique Jacques Wolfsohn, est également signé.
Entre-temps, au vu du succès considérable que connaît son premier 45 tours, huit autres chansons ont été enregistrées. L’une d’entre elles n’est pas son œuvre ; Le Temps de l’amour a été écrite par Lucien Morisse et André Salvet sur une musique de Jacques Dutronc.
Contrairement à la stratégie commerciale en vigueur chez les maisons de disques, qui est d’éditer en priorité les nouvelles chansons sur 45 tours avant de les réunir sur un 33 tours, il est décidé de brûler les étapes en composant le contenu de l’album sans tarder.
En vente chez les disquaires depuis la fin novembre, deux nouveaux titres semblent prometteurs : C’est à l’amour auquel je pense et Le Temps de l’amour. Ce dernier deviendra lui aussi un « tube » — sans toutefois égaler celui de Tous les garçons et les filles — et occultera inexorablement la version originelle du chanteur José Salcy, éditée le mois précédent par les disques Vogue. L’interprétation de Françoise Hardy deviendra la référence et sera considérée à tort comme étant la première.
Françoise, qui a maintenant abandonné ses études, explique ce succès par différents concours de circonstances et de coïncidences favorables, au peu de concurrence et peut-être à son physique puisque la presse s’empare maintenant de son image. Ne se sentant pas prête pour affronter le public, elle refuse la proposition de Bruno Coquatrix pour passer à l’Olympia, car, dépassée par les événements, elle craint de ne pas être à la hauteur. Ses débuts sur scène ont lieu le mardi 11 décembre, à l’occasion d’un gala donné dans la ville de Nancy.
Mi-décembre, les huit nouveaux titres parus en priorité pour l’album, sortent sur deux super 45 tours. Deux cent mille exemplaires de son premier super 45 tours ont été vendus. L’album recevra le Grand Prix du disque 1963 de l’Académie Charles-Cros et le Trophée de la télévision 1963.

## Édition originale de l'album
France, fin novembre 1962 : disque microsillon 33 tours/30 cm., Disques Vogue (LD 600-30).

### Crédits
- Pochette : Photographie réalisée par Jean-Marie Périer[19] « Salut les copains ».
- Orchestre : Roger Samyn

### Liste des chansons
Les 12 chansons qui composent le disque ont été enregistrées en stéréophonie.
| 1. | Tous les garçons et les filles | Françoise Hardy                | Françoise Hardy - Roger Samyn | 3 min 08 s |
| 2. | Ça a raté                      | Françoise Hardy                | Françoise Hardy - Roger Samyn | 2 min 02 s |
| 3. | La Fille avec toi              | Françoise Hardy                | Françoise Hardy - Roger Samyn | 2 min 40 s |
| 4. | Oh oh chéri (Uh Oh)            | Jil et Jan                     | Bobby Lee Trammell            | 2 min 22 s |
| 5. | Le Temps de l’amour            | Lucien Morisse et André Salvet | Jacques Dutronc               | 2 min 27 s |
| 6. | Il est tout pour moi           | Françoise Hardy                | Françoise Hardy - Roger Samyn | 1 min 58 s |

| 1. | On se plaît                     | Françoise Hardy | Françoise Hardy - Roger Samyn | 2 min 09 s |
| 2. | Ton meilleur ami                | Françoise Hardy | Françoise Hardy - Roger Samyn | 2 min 10 s |
| 3. | J’ai jeté mon cœur              | Françoise Hardy | Françoise Hardy - Roger Samyn | 2 min 33 s |
| 4. | Il est parti un jour            | Françoise Hardy | Françoise Hardy - Roger Samyn | 1 min 49 s |
| 5. | J’suis d’accord                 | Françoise Hardy | Françoise Hardy - Roger Samyn | 2 min 05 s |
| 6. | C’est à l’amour auquel je pense | Françoise Hardy | Françoise Hardy - Roger Samyn | 3 min 10 s |

## Discographie liée à l’album
Abréviations utilisées pour désigner les différents types de supports d'enregistrements :
LP (Long Playing) = Album sur disque 33 tours (vinyle)
CD (Compact Disc) = Album sur disque compact
EP (Extended Playing) = Disque super 45 tours (vinyle), 4 titres
SP (Single Playing) = Disque 45 tours (vinyle), 2 titres
CDS (Compact Disc Single) = Disque compact, 4 titres

### Premières éditions françaises

#### Album sur autre support que celui de l’édition originale
- 1995 : CD (jewel case), The "Yeh-Yeh" Girl from Paris!, 4 Corners of the World/Disques Vogue S.A. (74321264702 BM 720), stéréo.
  - Couverture du livret : Réplique recto verso de la pochette du 33 tours édité aux États-Unis en 1966.

#### Disques super 45 tours (vinyles)
- 15 juin 1962[23] : EP, Contact avec Françoise Hardy, Vogue productions/disques Vogue, coll. « En route vers le succès » (EPL 7967)[24].

1. Oh oh chéri (Uh Oh), (Jil et Jan, adaptation du texte de Bobby Lee Trammell / Bobby Lee Trammell).
2. Il est parti un jour (F. Hardy / F. Hardy, Roger Samyn).
3. J’suis d’accord (F. Hardy / F. Hardy, Roger Samyn).
4. Tous les garçons et les filles (F. Hardy / F. Hardy, Roger Samyn).

- Décembre 1962 : EP, disques Vogue (EPL 8047)[25].

1. C’est à l’amour auquel je pense (F. Hardy / F. Hardy, Roger Samyn).
2. Ça a raté (F. Hardy / F. Hardy, Roger Samyn).
3. Le Temps de l’amour (André Salvet et Lucien Morisse / Jacques Dutronc).
4. J’ai jeté mon cœur (F. Hardy / F. Hardy, Roger Samyn).

- Décembre 1962 : EP, disques Vogue (EPL 8048)[26].

1. Ton meilleur ami (F. Hardy / F. Hardy, Roger Samyn).
2. On se plait (F. Hardy / F. Hardy, Roger Samyn).
3. La Fille avec toi (F. Hardy / F. Hardy, Roger Samyn).
4. Il est tout pour moi (F. Hardy / F. Hardy, Roger Samyn).

#### Disques promotionnels
Destinés à la promotion de l’album, ces disques, exclusivement distribués dans les médias (presses, radios, télévisions, exploitants de juke box…), portent la mention « Échantillon promotionnel. Interdit à la vente ».

#### Disque compact 4 titres
- 1991 : CDS (slim jewel case[27]), Vogue, « Collector-CD », vol. 3 (191 032).

1. Oh oh chéri (Uh Oh), (Jil et Jan, adaptation du texte de Bobby Lee Trammell / Bobby Lee Trammell).
2. Il est parti un jour (F. Hardy / F. Hardy, Roger Samyn).
3. J’suis d’accord (F. Hardy / F. Hardy, Roger Samyn).
4. Tous les garçons et les filles (F. Hardy / F. Hardy, Roger Samyn).

### Rééditions françaises

#### Album
- Décembre 1962 : LP, disques Vogue (LD 600-30) [28].
- 1963 : LP, disques Vogue (LD 600-30)[29].
- 1966 : LP, disques Vogue/Vogue International Industries (LD 600-30)[30].
- 1967 : LP, disques Vogue/Vogue International Industries (LD 600-30)[31].
- 2000 : CD (digipack), disques Vogue/BMG (7 43217 44332).
- Novembre 2009 : CD (pochette cartonnée), Tous les garçons et les filles, disques Vogue/Legacy/Sony Music (886975 62462/1)[32]
- Juin 2017 : LP (vinyle jaune, 180 gr.), Tous les garçons et les filles, Disques Vogue/Sony Music (8 89853 32111 9).

#### Disque super 45 tours (vinyle)
- Juillet-août 1962 : EP, Contact avec Françoise Hardy, disques Vogue, coll. « En route vers le succès » (EPL 7967)[33].
- Septembre 1962 : EP, Disques Vogue (EPL 7967).
  - « Contact avec » est supprimé au recto, au verso et sur la tranche. Au recto, « Francoise » est toujours sans cédille, la disposition et la couleur des titres ont été revus et la référence est imprimée en rouge. La tranche est imprimée en rouge. Doit dater de septembre/octobre 62, après les passages télé.
- 1963 : EP, disques Vogue (EPL 7967).
- 1970 : EP, disques Vogue/Vogue international industries (EPL 7967)[34].

#### Disque compact 4 titres
- 2000 : CDS (pochette cartonnée[35]), disques Vogue SA / Universal Collections (2001 03 3)[36].

### Premières éditions étrangères de l'album
- Italie, 1963 : LP, disques Vogue (LD 600-30).
  - Photo de couverture sans cadre blanc.
- Brésil, 1964 : LP, Mocambo / Rozenblit / disques Vogue (LP 40206).
- Canada, 1964 : LP, Trans-Canada Record / disques Vogue (LD-600)[37].
- Royaume-Uni, 1964 : LP, Pye (NPL 18094).
- Afrique du Sud, 1965 : LP, disques Vogue (VGL 7002).
- Argentine, 1965 : LP, Opus / disques Vogue (LV 25026).
- Australie, 1965 : LP, disques Vogue / Festival (SVL 933.199).
- Colombie, 1965 : LP, Zeida/Vogue (Z-302004).
- États-Unis, 1965 : LP, The "Yeh-Yeh" Girl From Paris!, 4 Corners of the World (FCS‑4208).
- Mexique, 1965 : LP, disques Vogue/Gamma (GX 01-0446).
- Nouvelle-Zélande, 1965 : LP, disques Vogue / Festival (SVL 933.199).
- Japon, 1966 : LP, disques Vogue/Vogue (LD 600-30/YX-8037), stereo.
- Taïwan, 1966 : LP (vinyle rouge), vol. 1, Formosa (FWK-FH).

### Réédition étrangère de l’album
- Italie, 1964 : LP, Disques Vogue (LD 600-30). **Photo de couverture encadrée d'une marge blanche.
- États-Unis, 16 octobre 2015 : CD (digipack), Tous les garçons et les filles, Light in the Attic Records/Future Days Recordings (FDR 614).
- États-Unis, 29 janvier 2016 : LP (pochette ouvrante, vinyle 180 gr.), Tous les garçons et les filles, Light in the Attic Records/Future Days Recordings (FDR 614).

### Domaine public
En 2013, les chansons de l’album sont entrées dans le domaine public. Voulue par l’industrie de la musique, la durée de protection des droits des artistes interprètes et des producteurs sur les enregistrements musicaux est passée de cinquante ans à soixante-dix ans en Europe. Cette directive adoptée par le Parlement européen le 27 septembre 2011, est entrée en vigueur en novembre 2013 avec effet rétroactif. En conséquence, les enregistrements de 1962 sont tombés dans le domaine public le 1er janvier 2013 (Ceux de 1963 ne seront donc libres de droit qu’en 2033). La majorité des publications est fabriquée, éditée et distribuée dans divers pays. Après le vote du Parlement européen, en avril 2014, les fabricants européens peuvent choisir entre la mention "Made in UE" ou nommer leur pays.
- France, janvier 2013 : CD (jewel case), Tous les garçons et les filles, RDM Édition[39] (CD686).
- France, février 2013 : CD (jewel case)[40], Magic Records[41] (3930956).
  - Cette édition contient les douze titres de l'album en deux versions : stéréophonique puis monophonique.
- Italie, 21 février 2013 : LP (vinyle 180 gr.), Doxy[42] (DOY677)[43].
- , 19 avril 2014 : LP (vinyle 180 gr.), Doxy[42] (DOY677)[44].
- , septembre 2014 : LP (Picture-disc), Doxy (DOP 8001).
- , septembre 2014 : LP (vinyle 180 gr.), The Original Debut Album From The French Icon, Not Now Music1[45](NOTLP134).
- , juillet 2015 : CD (jewel case), The Original Debut Album From The French Icon, Not Now Music (FCD 175).
- Royaume-Uni, 2016 : CD, Hallmark Records (5050457166922).
- États-Unis, 16 novembre 2017 : LP (vinyle 180 gr., pochette ouvrante), Shuga Records[46]/DOL (…).

### Chansons adaptées en langues étrangères
Tous les Garçons et les filles
- Italie, 1962 : Quelli della mia eta’ (Vito Pallavicini), Françoise Hardy, EP, Vogue (EP J 2045 x 45).
- Allemagne, mars 1963 : Peter und Lou (Ernst Bader), Françoise Hardy, SP, Vogue Schallplatten (DV 14041)
- Royaume-Uni, mai 1963 : Find Me A Girl (Stellman), Steve Perry, SP, Rogers Music/Decca (F.11656).
- Royaume-Uni, 1964 : Find Me a Boy (Stellman), Françoise Hardy, EP, Françoise Hardy Sings in English !, Pye Records (NEP 24192).
- Allemagne, 1965 : Peter und Lou (Ernst Bader), Françoise Hardy, LP, Françoise Hardy in Deutschland, Bellaphon Records/Disques Vogue (BWS 368).
- Serbie (ex Yougoslavie), 1966 : Svi Mladići I Devojke (I. Stojković), Duo "DD", EP, Produckcija Gramofonskih Ploća/Radiotelevizija Beograd (EP 50192).
- Royaume-Uni, 1984 : All The Girls and Boys (Mia Frye et Radiah Frye), Mia Frye, SP, WEA/Alpha (24 9421-0).

Le Temps de l’amour
- Italie, 1963 : L’eta’ dell’amore (Vito Pallavicini), Françoise Hardy, LP, Françoise Hardy canta per voi in italiano, Vogue (LPJ 5034).
- États-Unis, 1996 : While we're young (April March), April March, CD, Paris in April, Sympathy for the Record Industry (7 90276 04562).

Oh oh chéri
- Italie, 1963 : Oh oh chéri (Vito Pallavicini), Françoise Hardy, LP, Françoise Hardy canta per voi in italiano, Vogue (LPJ 5034).
- Allemagne, 1965 : Oh, Oh Cherie (J.R. Setti, G. Guenet), Françoise Hardy, LP, Françoise Hardy in Deutschland, Bellaphon Records/Disques Vogue (BWS 368).

Ton meilleur ami
- Italie, 1963 : Il tuo migliore amico (Vito Pallavicini), Françoise Hardy, LP, Françoise Hardy canta per voi in italiano, Vogue (LPJ 5034).
- Royaume-Uni, 1966 : Only Friends (Miller), Françoise Hardy, LP, Françoise Hardy Sings in English, Vogue international (CLD 699.30).

J’suis d’accord
- Italie, 1963 : Ci sto (Vito Pallavicini), Françoise Hardy, LP, Françoise Hardy canta per voi in italiano, Vogue (LPJ 5034).
- Allemagne, 1965 : Ich sag’ ja (Ernst Bader), Françoise Hardy, LP, Françoise Hardy in Deutschland, Bellaphon Records/Disques Vogue (BWS 368).

C’est à l’amour auquel je pense
- Italie, 1963 : E' all'amore che penso (Vito Pallavicini), Françoise Hardy, LP, Françoise Hardy canta per voi in italiano, Vogue (LPJ 5034).

J’ai jeté mon cœur
- Italie, 1963 : Ho scherzato con il cuore (Luciano Beretta), Catherine Spaak, LP, Ricordi (MRL 6034).

### Reprises de chansons
Tous les garçons et les filles
- 1962 : Buck Clayton, EP, Buck Clayton et son orchestre, disques Pop, coll. « Strict Danse Tempo » (MPO 3101).
- Italie, 1962 : Catherine Spaak, SP, Tous les garçons et les filles/Quelli della mia eta’' (version bilingue, français/italien), Ricordi (SRL 10-323).
- 1963 : Les Ambassadors, EP, Hardi les copains !, Ricordi (45 S 254).
- 1963 : Aimable, EP, Aimable joue Françoise Hardy (avec son accordéon et son orgue), disques Vogue, coll. « Spécial danse » (EPS. 1 334).
- Québec, 1963 : Ginette Reno, EP (version avec orchestre), Apex (ALF-1555).
- 1980 : Yves Lecoq, LP, Yves Lecoq à Bobino (imitation de Françoise Hardy), Polydor (2473912).
- 1980 : Dick Annegarn et Robert Pete Williams, LP, Ferraillages (face A, titre no 2 : Françoise parodie), Spalax (**).
- Royaume-Uni, 1985 : Eurythmics, SP, RCA (PB40533).
- 1995 : Les Enfoirés, CD, Les Enfoirés à l'Opéra comique (duo Carla Bruni et Laurent Voulzy), Tristar Music (TSR 481623-2).
- 1996 : Marie Myriam, CD, 1962, Les plus belles chansons françaises, Éditions Atlas (FRA CD 001).
- Espagne, mars 2008 : Rubi (es), CD, De la mano de Françoise Hardy, Factoría Autor (**).
- Royaume-Uni, janvier 2011 : Faust, CD, Something Dirty (titre no 6 : Je bouffe), Bureau B (**).
- Novembre 2011 : Le Prince Miiaou, CD promotionnel (interdit à la vente), Wagram[51].
- Décembre 2011 : Cœur de pirate : reprise chantée en tournée ; inédite en CD.
- Octobre 2012, Vitor Hublot : CD, Les Contes de la libido ordinaire, Psoriadiscs (PSO 11).

Le Temps de l’amour
Nota Bene : Le chanteur José Salcy fut le premier à l’enregistrer pour son premier super 45 tours, José Salcy et ses Jam’s, disques Vogue (EPL. 7 966), édité en octobre 1962. Françoise Hardy l’enregistra à son tour pour son premier album 33 tours, qui parut fin novembre 1962. La version de la chanteuse se démarqua en remportant un succès notable. En conséquence, les reprises qui seront faites de ce titre, feront généralement référence à ce qui est devenu un des standards de Françoise Hardy.
- 1962 : Colette Rivat, EP, disques Ricordi (45 S 227).
- 1963 : Les Ambassadors, EP, Hardi les copains !, Ricordi (45 S 254).
- 1963 : Jean-Claude Pascal, EP, La voix de son maître (EGF 623).
- 1980 : Jacques Dutronc, LP, Guerre et pets, Gaumont Musique/WEA (751 806).
- États-Unis, 1995 : April March, CD, Chick Habit, Sympathy for the Record Industry (SFTRI 398).
- 1996 : Marie Myriam, CD, 1963, Les plus belles chansons françaises, Éditions Atlas (FRA CD 002).
- 1996 : G-Squad, CD, Sony/BMG (1er album).
- 2001 : Les Enfoirés, double CD, 2001 : L’Odyssée des Enfoirés (duo Isabelle Boulay et Sandrine Kiberlain), BMG (74321835312).
- 2004 : Samy Goz, CD, French Love Songs, Show Up/Atoll Music (91221 AT 830).
- 2006 : Mareva Galanter, CD, Ukuyéyé by Mareva, Warner (25646 34842).
- 2007 : Sylvie Vartan, CD, Nouvelle vague, Mercury/Universal (LC 00268 – 530 042-5).
- 2008 : Zen Zila, CD, Gueules de terriens, AZ/Universal Music (530 616-1).
- 2009 : Jasmine Roy, CD, Rendez vous in Paris, WEA France (...).
- Andrea Lindsay, CD, Les Sentinelles dorment, GSI musique.
- 2010 : Vanessa Paradis, CD, Une nuit à Versailles, Barclay/Universal Music (02527 53110).
- 2012 : Vicious Sunglasses (version électro).
- 30 mars 2015 : Miossec, CD multi-artistes, Joyeux anniversaire m’sieur Dutronc, Columbia/Sony (88875073802).
- Canada, 14 septembre 2018 : David Myles, CD, Le Grand Départ, L-Abe records (...).

J’ai jeté mon cœur
- Italie, 1962 : Catherine Spaak, SP, J’ai jeté mon cœur/Ho scherzato con il cuore (version bilingue, français/italien), Ricordi (SRL 10-323).

C’est à l’amour auquel je pense
- 1962 : Buck Clayton, EP, Buck Clayton et son orchestre, disques POP, coll. « Strict Danse Tempo » (MPO 3101).
- 1963 : Aimable, EP, Aimable joue Françoise Hardy, avec son accordéon et son orgue, disques Vogue, coll. « Spécial danse » (EPS. 1 334).
- 1963 : Les Ambassadors, EP, Hardi les copains !, Ricordi (45 S 254).

J’suis d’accord
- 1963 : Aimable, EP, Aimable joue Françoise Hardy, avec son accordéon et son orgue, disques Vogue, coll. « Spécial danse » (EPS. 1 334).

Oh oh chéri
- Australie, 2000 : The Avalanches, LP, Since I Left You, Modular Recordings (EPS 1334)[52].
- Octobre 2011 : Philippe Katerine et Francis et ses peintres, CD, 52 reprises dans l'espace, Barclay/Universal (02527 79853).

Ça a raté
- États-Unis, 3 mars 2017 : Adia Victoria, EP, How It Feels, Atlantic Records.

### Sample
La Fille avec toi
- 20 mai 2013 : Féfé, CD, Le Charme des premiers jours, Polydor/Universal Music.
  - Les interjections, « Oh oh, oh oh, yé yé yé yé » du début de la chanson de Françoise Hardy, sont samplées sur le titre Cause toujours.

### Chansons choisies pour des films
Tous les garçons et les filles
- Royaume-Uni, 1997 : Metroland, réalisé par Philip Saville. CD, BO Metroland, Warner Bros Records.
- France/ Royaume-Uni/ Italie, 2003 : Innocents - The Dreamers, réalisé par Bernardo Bertolucci. CD, BO Innocents, Universal Music (6 02498 15 134).
- Canada, 2003 : The Statement (Crime contre l’humanité), réalisé par Norman Jewison.
- Italie, 2004 : Se devo essere sincera (it), comédie réalisée par Davide Ferrario.
- Grèce, 21 septembre 2011 : Attenberg, réalisé par Athiná-Rachél Tsangári.

Le Temps de l’amour
- États-Unis, mai 2012 : Moonrise Kingdom, réalisé par Wes Anderson.